# Песнь Пресвятой Богородице
Пе́снь Пресвято́й Богоро́дице (Богоро́дице Де́во, церк.-слав. Пѣ́снь прест҃ѣ́й бцⷣѣ) — принятое в русской православной традиции название одного из важнейших молитвословий, составленного из радостных приветствий, обращённых к Богородице архангелом Гавриилом при Благовещении (Лк. 1:28) и Елисаветой во время её встречи с Девой Марией (Лк. 1:42). Как песнопение в богослужебном обиходе — тропарь вечерни в составе воскресного всенощного бдения поётся четвёртым гласом.
В римском обряде «Песни Пресвятой Богородице» соответствует молитва Ave Maria.

## Текст молитвы
| Греческий оригинал Θεοτόκε Παρθένε, χαῖρε, κεχαριτωμένη Μαρία, ὁ Κύριος μετὰ σοῦ. εὐλογημένη σὺ ἐν γυναιξί, καὶ εὐλογημένος ὁ καρπὸς τῆς κοιλίας σου, ὅτι Σωτήρα ἔτεκες τῶν ψυχῶν ἡμῶν. | Церковнославянский перевод Бцⷣе дв҃о, ра́дꙋйсѧ, бл҃года́тнаѧ мр҃і́е, гдⷭ҇ь съ тобо́ю: бл҃гослове́на ты̀ въ жена́хъ, и҆ бл҃гослове́нъ пло́дъ чре́ва твоегѡ̀, ꙗ҆́кѡ сп҃са родила̀ є҆сѝ дꙋ́шъ на́шихъ. |

| Транслитерация церковнославянского текста русскими буквами Богоро́дице Де́во, ра́дуйся, Благода́тная Мари́е, Госпо́дь с Тобо́ю, благослове́нна Ты́ в жена́х, и благослове́н пло́д чре́ва Твоего́, я́ко Спа́са родила́ еси́ ду́ш на́ших. | Старообрядческий перевод Богоро́дице Де́во, ра́дуися, обра́дованная Мари́е, Госпо́дь с Тобо́ю, благослове́нна Ты в жена́х и благослове́н плод чре́ва Твоего́, я́ко родила́ еси́ Христа́ Спа́са, Изба́вителя душа́м на́шим. |  |

## История
По сообщению архиепископа Аверкия (Таушева), существовало мнение об авторстве святителя Кирилла Александрийского.
Прототип данного тропаря имеется в поминальной молитве (по пресуществлении Святых Даров) на древней литургии апостола Иакова. В древнейшем дошедшем до нашего времени её списке (X век) есть слова: «Помяни, Господи, архангельский глас, говорящий: радуйся, Благодатная, Господь с Тобою, благословенна Ты в женах и благословен плод чрева Твоего».

## Богослужебное употребление
На вечерне
«Богородице Дево», как тропарь вечерни в составе воскресного всенощного бдения, исполняется 4-м гласом и, ввиду особой торжественности, поётся трижды (исключение составляют службы, с которыми соединена ещё какая-либо великая память, например, в Неделю отец). На аллилуйных богослужениях молитва «Богородице Дево» поётся с совершением всеми молящимися в храме земного поклона.
В молитвах утренних
«Богородице Дево…» также читается в конце ежедневных домашних или келейных молитв утренних всех православных верующих. В кратком «Серафимовском правиле», заменяющем утреннее молитвенное правило для неграмотных и для находящихся в особой нужде, гимн «Богородице Дево, радуйся…» поётся (или читается) трижды.
Благочестивые обычаи
- Перед приёмом пищи к пению/чтению молитвы Господней «Отче наш…» рекомендуется добавлять и «Богородице Дево, радуйся…».
- Во время продолжительных крестных ходов и массовых паломничеств молящиеся часто поют легко запоминающиеся Иисусову молитву и эту Песнь Пресвятой Богородице.
- После пения запричастного стиха на Литургии, ожидающие Причащения миряне внимают словам Правила ко святому Причащению, проповеди, поучению на случившийся праздник, житиям святых, или поют знакомые песнопения, очень часто «Богородице Дево, радуйся…».